# 校姓
校姓是中國的一個姓氏。被认为是成吉思汗曾孫、朮赤之孫、拔都之子撒里答的後裔，《百家姓》中没有校姓。2012年10月，校姓被認定為成吉思汗後裔。中國的校姓有万余人，约4000校姓居民居住在中華人民共和國河南省中牟县城关镇、姚家镇的校庄、韩寺镇的大洪、兴隆岗等地。800人居住在河南省鞏義市芝田镇蔡庄村，约1000余人居住在河北省石家庄市栾城县柳林屯乡北长村，约2000余人居住在江苏省泰州市姜堰区蒋垛镇邱楼村、兴化市临城街道校家庄，600余人居住在湖北省陨县。